# Tshwane Open 2013
Het Tshwane Open is een golftoernooi van de Sunshine Tour en de Europese PGA Tour, net als het Zuid-Afrikaans Open, het Nelson Mandela Kampioenschap, het Alfred Dunhill Kampioenschap, het Afrika Open en het Joburg Open. Met twee nieuwe toernooien in 2013, het Mandela kampioenschap en dit toernooi, zijn er nu zes toernooien op de Sunshine Tour die ook meetellen voor de Race To Dubai van de Europese Tour. De winnaar van deze toernooien mag twee jaar op beide Tours spelen.
De eerste editie van het Tshwane Open is van 28 februari - 3 maart 2013 en wordt gespeeld op de Copperleaf Golf & Country Estate in Tshwane.

## Verslag
Er werd een apart kwalificatietoernooi gespeeld met 126 deelnemers. Er waren 10 plaatsen beschikbaar. Dit toernooi werd gespeeld op de Irene Country Club. Laurie Canter won dat toernooi met een score van -11.

### Ronde 1
De par van de baan is 72. Er doen 156 spelers mee. Joost Luiten maakte een behoorlijke score van -3 en kwam daarmee de 25ste plaats. Darren Fichardt, winnaar van het Africa Open 2013, maakte een eerste ronde van -7. Vijf spelers bleven bogey-vrij, w.o.  Mark Tullo. 

### Ronde 2
De beste score van ronde 2 werd binnengebracht door Charl Coetzee, die daarna clubhouse leader was. Romain Wattel en Louis de Jager maakten later ook een ronde van -7. Luiten maakte weer een ronde van -3 en steeg ruim 10 plaatsen op het ranglijst. De top-5 op de lijst bleven bogeyvrij. Om half vijf werden de spelers van de baan gehaald wegens dreigend onweer. Zaterdagochtend werd de ronde afgemaakt. De cut was -2. 

### Ronde 3
Darren Fichardt verlaagde zijn baanrecord van ronde 1 naar 64 en kwam weer aan de leiding, die hij weliswaar moest delen met Coetzee, Tullo en Van der Walt. Ronde 3 werd om 3 uur weer wegens dreigend onweer even stilgelegd maar kon toch worden afgemaakt. Joost Luiten maakte een derde ronde van 69 en bleef in de top-20. Scott Henry maakte een hole-in-one op hole 17.

### Ronde 4
Luiten heeft een mooi toernooi gespeeld en eindigde met -11 toch maar op de 27ste plaats. Tullo zakte weg, Van der Walt maakte een eagle op hole 4 en stond vanaf dat moment met Fichardt aan de leiding. Na een birdie op hole 7 kwam de 30-jarige Van der Walt alleen te staan en daarna gaf hij de leiding niet meer uit handen. Het was zijn eerste overwinning op de Europese Tour. 
| Naam               | Score R1 | Score R1 | Nr  | Score R2 | Score R2 | Totaal | Nr  | Score R3 | Score R3 | Totaal | Nr 1 | Score R4 | Score R4 | Totaal | Nr  |
| ------------------ | -------- | -------- | --- | -------- | -------- | ------ | --- | -------- | -------- | ------ | ---- | -------- | -------- | ------ | --- |
| Dawie van der Walt | 68       | -4       | T9  | 65       | -7       | -11    | T2  | 67       | -5       | -16    | T1   | 67       | -5       | -21    | 1   |
| Darren Fichardt    | 65       | -7       | 1   | 71       | -1       | -8     | T6  | 64       | -8       | -16    | T1   | 69       | -3       | -19    | 2   |
| Louis de Jager     | 71       | -1       | T58 | 65       | -7       | -8     | T6  | 65       | -7       | -15    | 5    | 69       | -3       | -18    | 3   |
| Peter Uihlein      | 68       | -4       | T9  | 66       | -6       | -10    | 4   | 68       | -4       | -14    | 6    | 69       | -3       | -17    | 4   |
| Charl Coetzee      | 67       | -5       | T3  | 65       | -7       | -12    | 1   | 68       | -4       | -16    | T1   | 72       | par      | -16    | T5  |
| Romain Wattel      | 70       | -2       | T37 | 65       | -7       | -9     | 5   | 71       | -1       | -10    | T18  | 67       | -5       | -15    | T10 |
| Mark Tullo         | 67       | -5       | T3  | 66       | -6       | -11    | T2  | 67       | -5       | -16    | T1   | 77       | +5       | -11    | T27 |
| Joost Luiten       | 69       | -3       | T25 | 69       | -3       | -6     | T16 | 69       | -3       | -9     | T18  | 70       | -2       | -11    | T27 |

| Leider |  | Toernooirecord |

## Spelers
| Europese Tour - Björn Åkesson - Fredrik Andersson Hed - Scott Arnold - Matthew Baldwin - Kristoffer Broberg - James Busby - Michael Campbell - Jorge Campillo - Magnus A. Carlsson - Darren Clarke - Eduardo de la Riva - Matteo Delpodio - Chris Doak - David Drysdale - Simon Dyson - Peter Erofejeff - Niclas Fasth - Richard Finch - Oliver Fisher - Oscar Florén - Ignacio Garrido - Daniel Gaunt - Tano Goya - Scott Henry - David Higgins - Michael Hoey - David Horsey - David Howell - Lasse Jensen - Michael Jonzon - Alexandre Kaleka - Maximilian Kieffer - Søren Kjeldsen - Espen Kofstad - Mikko Korhonen - Joakim Lagergren | - Moritz Lampert - José Manuel Lara - Pablo Larrazábal - Peter Lawrie - Alexander Lévy - Tom Lewis - Sam Little - Chris Lloyd - Gary Lockerbie - Joost Luiten - Mikael Lundberg - Callum Macaulay - Morten Ørum Madsen - Richard McEvoy - Damien McGrane - Edoardo Molinari - Matthew Nixon - José María Olazábal - Chris Paisley - John Parry - Eddie Pepperell - Julien Quesne - Robert Rock - Jeev Milkha Singh - Joel Sjöholm - Anthony Snobeck - Matthew Southgate - Graeme Storm - Andy Sullivan - Mark Tullo - Simon Wakefield - Paul Waring - Marc Warren - Romain Wattel - Steve Webster - Peter Whiteford - Martin Wiegele | Sunshine Tour - Warren Abery - Jaco Ahlers - Thomas Aiken - Christiaan Basson - Oliver Bekker - Jacques Blaauw - Desvonde Botes - Michiel Bothma - Merrick Bremner - Hendrik Buhrmann - Dean Burmester - Ryan Cairns - Matthew Carvell - JG Claassen - Adilson Da Silva - Ruan De Smidt - Louis de Jager - Bryce Easton - Tyrone Ferreira - Darren Fichardt - Trevor Fisher Jr - Andrew Georgiou - Vaughn Groenewald - Alex Haindl - Justin Harding - Keith Horne - Jean Hugo - James Kamte - Peter Karmis - James Kingston - Jbe' Kruger - Doug McGuigan - PH McIntyre - Titch Moore - Garth Mulroy - Colin Nel | - Shaun Norris - Hennie Otto - Brandon Pieters - Albert Pistorius - Jake Roos - Lyle Rowe - Neil Schietekat - Teboho Sefatsa - Theunis Spangenberg - Ockie Strydom - Chris Swanepoel - Ulrich van den Berg - Divan van den Heever - Dawie van der Walt - Tjaart van der Walt - Danie van Tonder - Jaco van Zyl - Allan Versfeld - Justin Walters - Mark Williams Invitaties - Tsietsi Chabangu - Sipho Bujela - Keenan Davidse - Lindani Ndwandwe - Toto Thimba Jr - Danny Willett Kwalificatietoernooi - Laurie Canter - Thabo Maseko - Shaun Smith - Beyers Smith - Ian Hutchings - Bradford Vaughan - Daniel Greene - Graham van der Merwe - Jacques van Tonder |